# Томаш Гродзки
То̀маш Павел Гро̀дзки (на полски: Tomasz Paweł Grodzki) е полски лекар хирург и политик, професор на медицинските науки, сенатор IX и X мандат, от 12 ноември 2019 година маршал на Сената.
Роден е на 13 май 1958 година в Шчечин. През 1983 година завършва медицина в Поморската медицинска академия в родния си град. Специализира обща хирургия, гръдна хирургия и клинична трансплантология. В 1984 година започва работа в Специализирана болница „Алфред Соколовски“, като през 1998 година е избран за неин директор. От 2003 година ръководи Клиниката по гръдна хирургия и трансплантация при Поморския медицински университет. Член на политическата партия Гражданска платформа.